# Рыжиков, Сергей Владимирович
Серге́й Влади́мирович Ры́жиков (род. 30 ноября 1972, Ленинград) — сооснователь компаний «Битрикс» и «1С-Битрикс», в которую входят CMS «1С-Битрикс: Управление сайтом» и сервис «Битрикс24».

## Биография
Сергей Рыжиков родился 30 ноября 1972 года в Ленинграде в семье военнослужащего.

«Кажется, я посетил все военно-морские базы, разве что на Тихий океан не съездил»— Из интервью Forbes
В старших классах поступил в математическую спецшколу Калининграда и там освоил первый язык программирования.
В 1989 году Сергей поступил на факультет радиофизики и электроники Белорусского государственного университета. После окончания вуза вернулся в Калининград.
Во время учебы Сергей Рыжиков вместе с двумя однокурсниками решил открыть своё издательство.

«Первую книгу „Микропроцессоры 80x86, Pentium: Архитектура, функционирование, программирование, оптимизация кода“ на 400 страниц мы писали в соавторстве с двумя однокурсниками весь четвертый курс»— Из интервью Forbes
Студенты самостоятельно оформили все разрешения, нашли финансирование и заказали в типографии печать тиража в 5000 книг.
Название «Битрикс» для издания выбрали, согласно 3 правилам: чтобы слово ничего не означало, легко читалось по-русски и по-английски, а при замене любой из букв не получалось что-то глупое.
Студенты продали полностью весь тираж книги, издали местный телефонный справочник и закрыли бизнес.
В 1996 году Сергей Рыжиков устроился на работу в АКБ «Инвестбанк» в отдел интернет-технологий и платежных систем.
В 1998 году вместе с партнёрами основал компанию «Битрикс».
В 2003 году Сергей Рыжиков с командой запустил CMS «Битрикс: Управление сайтом 3.0», которая стала первым успешным тиражируемым продуктом компании.
В 2007 году «Битрикс» и 1С создали совместное предприятие «1С-Битрикс».
В 2012 году Сергей Рыжиков вместе с партнёрами разработал и запустил сервис для управления бизнесом «Битрикс24». По состоянию на апрель 2020 года в сервисе зарегистрировано более 7 млн компаний по всему миру.
В 2019 году «1С-Битрикс» третий год подряд вошёл в рейтинг Forbes «20 самых дорогих компаний Рунета — 2019». По оценкам Forbes, стоимость компании — $106 млн.
В 2020 году «1С-Битрикс» вошёл в рейтинг Forbes «20 самых дорогих компаний Рунета — 2020». Оценка Forbes — 135 миллионов долларов.

## Награды
- 21 ноября 2018 года Сергей Рыжиков победил в конкурсе «Предприниматель года 2018» EY Russia в номинации «Цифровые технологии»[5].
- 13 ноября 2019 года Сергей Рыжиков стал номинантом Премии РБК 2019 в номинации «Визионер»[6].
- 15 сентября 2020 года Сергей Рыжиков вошел в рейтинг Коммерсант «ТОП-250 высших руководителей России»[7]
- 27 сентября 2021 года генеральный директор «1С-Битрикс» Сергей Рыжиков вошел в «Топ-10 CEO IT-компаний России 2021 года» от «Коммерсант» и АМР[8]

## СМИ
- Союз нерушимый. Основатель «Битрикс» создал предприятие с «1С» стоимостью почти $100 млн[1]
- Чего я не знал, начиная бизнес: Сергей Рыжиков, 1С-Битрикс[9]
- Как компания из Калининграда покорила мир и заработала миллиарды на бесплатной CRM. История «Битрикс24»[10]
- Сергей Рыжиков, «1С-Битрикс»: «Люди думают — работать надо в Сан-Франциско. Уезжают и сидят там, а мышление не меняется»[11]
- Сооснователь «Битрикс24»: «Формат с 9 до 18 уже скорее не получается»[12]
- 5 ошибок Сергея Рыжикова, сооснователя «Битрикс24» и «1С-Битрикс»[13]
- «Когда клиент переходит на мат, его передают обученным людям». Сергей Рыжиков — о работе с людьми и психоанализе[14]

## Публикации
- Михальчук В. М., Ровдо А. А., Рыжиков С. В. Микропроцессоры 80x86, Pentium: Архитектура, функционирование, программирование, оптимизация кода. — Минск: Битрикс, 1994. — 400 с.